# 丹阳记
《丹阳记》，南朝地志。刘宋山谦之纂。原书宋佚，现存清人辑录本。据佚文，该书载述丹阳郡及属县之地理风俗，尤详于诸县山川古迹。主要有三类：建置沿革，含疆域、分野、镇市、坊里、街巷、桥梁、铺驿；地理风貌，山川、湖塘、井泉；名胜古迹，含城阙、宫殿、城郭、堂馆、台观、亭轩、第宅、古陵墓、寺院、碑碣等。体例简明，记述详备，历代多所引用。作为南京地区早期地方志，对研究南京六朝以前地方历史有极重要的参考价值，对后世方志编撰也有一定影响。

## 版本
- 清顺治刊本；清江西金溪人王谟辑编本，收于《汉唐地理书抄》
- 嘉庆本；清安徽歙县人黄■辑，扬州《汉学堂知足斋丛书》
- 道光本；《说郛》本，内容极简，仅有7条，但流传最广，有清顺治浙江李际期《说郛》
- 宛委山堂重刊本（系顺治四年姚安陶珽增订本，后又收入《四库全书》）。
- 民国十六年上海商务印书馆铅印本
- 民国十九年上海商务印书馆铅印本，1988年10月上海古籍出版社影印《说郛三种》第6册。